# 中里佳明
中里 佳明（なかざと よしあき、1953年（昭和28年）5月13日 - ）は、日本の実業家。元住友金属鉱山代表取締役社長。

## 経歴
- 1953年 - 神奈川県生まれ。
- 1976年 - 慶應義塾大学法学部卒業。
  - 同年 - 住友金属鉱山入社。
- 1997年 - 電子事業本部事業室長。
- 2004年 - 経営企画部長。
- 2008年 - 常務。
- 2012年 - 専務。
- 2013年 - 代表取締役社長[1]。
- 2018年 - 代表取締役会長。